# Больц, Лотар
Ло́тар Больц (нем. Lothar Bolz; 3 сентября 1903[…], Гливице — 29 декабря 1986[…], Восточный Берлин) — немецкий политик. Член КПГ, затем Национально-демократической партии ГДР. В 1953—1965 годах — министр иностранных дел ГДР.

## Биография
Больц родился в семье часовщика. По окончании школы в 1921—1925 годах изучал право, историю искусства и литературы в Мюнхене, Киле и Бреслау и защитил докторскую диссертацию. Работал в суде и адвокатом в Бреслау.
В 1929 году Больц вступил в Коммунистическую партию Германии.
В 1933 году за юридическую защиту антифашистов был исключён из коллегии адвокатов. В октябре 1933 года вместе с Герхардом Кегелем выехал в Варшаву и эмигрировал через Данциг и Прагу в Советский Союз. Работал журналистом и редактором немецкоязычной газеты Rote Zeitung в Ленинграде и Deutsche Zentralzeitung в Москве, учителем немецкого языка и литературы в Новосибирске и преподавателем Института Маркса-Энгельса-Ленина в Москве, а с 1941 года работал в антифашистской школе с военнопленными и сотрудничал с газетой Freies Deutschland Национального комитета «Свободная Германия», руководил германским отделом, хотя публиковал свои статьи в большинстве случаев без подписи.
Вернулся в Германию в 1947 году. По возвращении из эмиграции Больц выступил в 1948 году одним из соучредителей Национально-демократической партии Германии и был её председателем до 1972 года, а затем оставался на посту почётного председателя. С 1950 года Больц состоял в президиуме национального совета Национального фронта ГДР. С 1950 года Больц избирался членом Народной палаты ГДР. 12 октября 1949 года был назначен министром строительства. В 1950—1967 годах занимал должность заместителя председателя Совета министров ГДР. В 1953—1965 годах занимал должность министра иностранных дел ГДР, сменив арестованного 15 января 1953 года Георга Дертингера.
В 1968—1978 годах Больц был председателем Общества германо-советской дружбы.
Имел многочисленные награды, в том числе орден «Звезда дружбы народов», орден «За заслуги перед Отечеством» (1-й ст.) (1954) и орден Возрождения Польши.

## Труды
- Es geht um Deutschland. Reden und Aufsätze, Berlin 1955
- Für die Macht des Friedens. Reden und Aufsätze, Berlin 1959
- Von deutschem Bauen.' Berlin 1951, darin: Die sechzehn Grundsätze des Städtebaus